# Villogorgia atra
Villogorgia atra is een zachte koraalsoort uit de familie Plexauridae. De koraalsoort komt uit het geslacht Villogorgia. Villogorgia atra werd voor het eerst wetenschappelijk beschreven door Thomson & Henderson. 